# Pendant ce temps à Landerneau
Pendant ce temps à Landerneau est une rubrique humoristique indépendante, publiée dans le mensuel de bande dessinée (À suivre) du numéro 9 (octobre 1978) au numéro 21 (octobre 1979), et animée par Yvan Delporte et André Franquin accompagnés par différents auteurs.

## Historique
Titre apparaissant dans le sommaire de chaque numéro : 
LES PAGES D’HUMOUR DE DELPORTE ET FRANQUIN : PENDANT CE TEMPS A LANDERNEAU
Le titre fait référence à l’expression « cela va faire du bruit dans Landerneau ». La rubrique affiche son ambition de susciter la polémique dans le milieu de la bande-dessinée et plus précisément du magazine (A suivre).
La nouvelle rubrique est annoncée en couverture et dans le sommaire du numéro 9 : « Pour une rentrée moins morose, un numéro flambant neuf ! Vous avez été nombreux à réclamer plus d’humour : nous avons ouvert nos portes à Franquin et Delporte. Ils en ont largement profité pour ramener tous leurs petits camarades. » 
André Franquin et Yvan Delporte animent pendant 12 numéros la section avec la participation d’auteurs et de dessinateurs qui publient dans d’autres mensuels de bandes dessinées (Fluide glacial, Pilote, L’Écho des savanes, Métal Hurlant, Charlie Mensuel…).
Cette rubrique est dans la continuité du Trombone illustré paru pendant trente numéros du 17 mars au 20 octobre 1977 qui est un supplément offert dans le Journal Spirou des éditions Dupuis. On retrouve Franquin et Delporte aux commandes avec de nombreux artistes qui ont collaboré aux deux publications (Bilal, Thierry Culliford, Didgé, F’Murrr, Gotlib, Hausman, Frédéric Jannin, Mézières, Mœbius, De Smet, Roba, Sirius, Wasterlain, Will).
D’une moyenne de huit pages, « Pendant ce temps à Landerneau » va s’attaquer à tout ce qui est officiel : l’ordre et la morale, l’armée, l’histoire, la littérature, la bande dessinée, voire la revue (À Suivre) elle-même. L’image intellectuelle et se prenant au sérieux de la revue s’oppose à la rubrique de « Landerneau » qui est fantaisiste et contestataire.
Comme pour la rédaction de Spirou (éditions Dupuis), des problèmes apparaissent dans la ligne éditoriale avec (À Suivre) (éditions Casterman). Les dissensions s’affichent dans la rubrique du numéro 15 avec un « Mode d’emploi » signé YDAF (Yvan Delporte – André Franquin) annonçant en conclusion « En attendant qu’ils nous virent, voilà comme ils ont demandé : notre truc. »
Le numéro 21 d’octobre 1979 voit la fin officielle de la section. Dans son éditorial, Jean-Paul Mougin leur rend honneur : « Il y a un an déjà, Delporte, Franquin et leurs copains débarquaient, en droite ligne de Landerneau dans (A suivre). Durant un an, ils ont animé la section (comme ils disaient) humour du journal. Les meilleures choses ont une fin : dans ce numéro, ils montent au feu de l’humour pour la dernière fois. […] Ils n’ont pas démérité, c’était des braves. Au péril de leur vie, durant ces douze mois, ils ont su nous amuser. C’était du pas sérieux et c’était bien. Cette dernière salve sera un bouquet de feu d’artifice. »

### Liste des personnes ayant eu la gentillesse et le plaisir de participer pendant un an à ce Landerneau
Barbe, Bercovici, Bilal, Binet, Cabanes, Cabu, Carali, Nicole Claveloux, Thierry Culliford, Paul Deliège, Anne Delobel, Yvan Delporte, Peter De Smet, Didgé, F’murr, Forest, Franquin, Fred, Goossens, Gotlib, Gudule, René Hausman, Isabelle Cabut, Frédéric Jannin, Jean-Claire Lacroix, Julos, Kerleroux, Lejeune, Martin Lodewijk, Loup, Merline, Jean-Claude Mézières, Spike Milligan, Moebius, Muñoz, Grazia Nidasio, Vonny Prat, Roba, Sampayo, Servé, Sirius, Tibet, Toppi, Anne Vergne, Wasterlain, Will, Wininger.

## Liste des publications
| Numéro | Date                | Pages       | Nombre de pages | Sous-Titre                                                                                         |
| ------ | ------------------- | ----------- | --------------- | -------------------------------------------------------------------------------------------------- |
| 9      | Octobre 1978        | p.69 à 76   | 8               | Section du journal destinée à ceux qui ne parviennent pas à suivre                                 |
| 10     | Novembre 1978       | p.67 à 74   | 8               | Section du journal. Poser la section, ce n’est pas la résoudre                                     |
| 11     | Décembre 1978       | p.61 à 72   | 12              | Les pages de cette section du journal peuvent également servir à allumer le feu                    |
| 12     | Janvier 1979        | p.31 à 38   | 8               | Il n’y a qu’une section comme celle-ci dans le journal car la paire sections n’est pas de ce monde |
| 13     | Février 1979        | p.75 à 82   | 8               | La section du journal qu’on sectionne sans complexes                                               |
| 14     | Mars 1979           | p.75 à 82   | 8               | La section du journal pour ceux qui ne se prennent pas au sérieux                                  |
| 15     | Avril 1979          | p.35 à 42   | 8               | |
| 16     | Mai 1979            | p.81 à 88   | 8               | |
| 17     | Juin 1979           | p.77 à 84   | 8               | Et pan ! dans ce taon allant d’erno                                                                |
| 18     | Juillet 1979        | p.75 à 82   | 8               | Pentant ze temps in das grosse Lanterneau                                                          |
| 19-20  | Août/Septembre 1979 | p.123 à 130 | 8               | |
| 21     | Octobre 1979        | p.79 à 84   | 6               | |

## Exposition
- Métal hurlant, (À suivre) : 1975-1997, La Bande Dessinée fait sa Révolution, du 15 décembre 2013 au 11 mai 2014 au Fonds Hélène et Édouard Leclerc pour la culture, Landerneau.